# Прикамье (деревня)
Прикамье — деревня в Осинском районе Пермского края. Входит в состав Горского сельского поселения.

## История
В 1962 г. указом Президиума Верховного Совета РСФСР деревня Пизьма переименована в Прикамье.

## Население
| 2010 |
| ---- |
| 14   |